# Thomas H. Parry-Williams
Sir Thomas Herbert Parry-Williams (21 septembre 1887 - 3 mars 1975) est un poète, auteur et universitaire gallois.

## Biographie
Parry-Williams est né à Tŷ'r Ysgol  (l'école) à Rhyd Ddu, Sir Gaernarfon, Pays de Galles. Il fait ses études dans la Prifysgol Cymru d'Aberystwyth, au Jesus College d'Oxford, à l'Université de Fribourg et à la Sorbonne . En tant que poète, il est le premier à remporter le double de la "Cadair" et de la "Coron" (Trône et Couronne) à l'Eisteddfod Genedlaethol, à Wrexham en 1912 et de nouveau à Bangor en 1915. Il est objecteur de conscience pendant la Première Guerre mondiale. Il est professeur de gallois à l'Université d'Aberystwyth, de 1920 à 1952 . Il cofonde le Centre d'études galloises et celtiques avancées de l'université. Il reçoit des diplômes honorifiques des universités du Pays de Galles (1934) et d'Oxford (1937) . Il est anobli en 1958 . Il reçoit également un doctorat honorifique de l'Université du Pays de Galles en 1960 et est nommé membre honoraire du Jesus College d'Oxford en 1968 ,.

## Ouvrages publiés
- The English element in Welsh (1923)
- Ysgrifau (1928)
- Cerddi (1931)
- Carolau Richard White (1931)
- Canu Rhydd Cynnar (1932)
- Olion (1935)
- Synfyfyrion (1937)
- Hen benillion (1940)
- Lloffion (1942)
- O'r pedwar gwynt (1944)
- Ugain o gerddi (1949)
- Myfyrdodau (1957)
- Pensynnu (1966)
- Detholiad o gerddi (1972)